# Викрадення Європи (Рембрандт)
Викрадення Європи (нід. De roof van Europa) — картина голландського художника Рембрандта Харменса ван Рейна, що була створена в 1632 році. За основу взятий сюжет з поеми «Ідилія» давньогрецького поета, майстра буколічної поезії Мосха. Картина під інвентарним номером 95.PB.7 наразі зберігається в музеї Ґетті у Лос-Анджелесі.
Цей шедевр від початку створення був і залишається на сьогодні доволі популярним серед мистецтвознавців та поціновувачів, неодноразово перепродувався та належав знатним дворянським родинам Франції і Німеччини. Вперше картина «Викрадення Європи» була представлена на виставці в Берлінській академії мистецтв з 22 лютого по 6 квітня 1930 року.

## Історія створення
У книзі «Життєпис художників», опублікованій 1604 року, Карел ван Мандер підкреслював ту обставину, що італійські художники завжди відгукувалися про голландських колег як про неспроможних зображати людські фігури й тому закликав зробити все можливе, аби спростувати слова італійців. Рембрандт досить добре вивчив рекомендації з книги ван Мандера «Den Grondt der Edel vry Schilder-Const» та опанував техніку передачі пропорцій фігур, а також стану афекту й інших емоцій. Надалі художник свідомо відійшов від концепції передачі витончених поз та рухів, таких як контрапост.
Рембрандт, на відміну від італійських, фламандських та іспанських художників, відійшов від прийнятої в ті часи моди на зображення релігійних сюжетів. У своїй творчості він взявся за написання картин зі світської тематики та сюжетів давньогрецької чи римської міфології. З часом це різноманіття жанрів не тільки зробило Рембрандта популярним та відомим художником, а й змогло задовольнити вподобання його замовників.

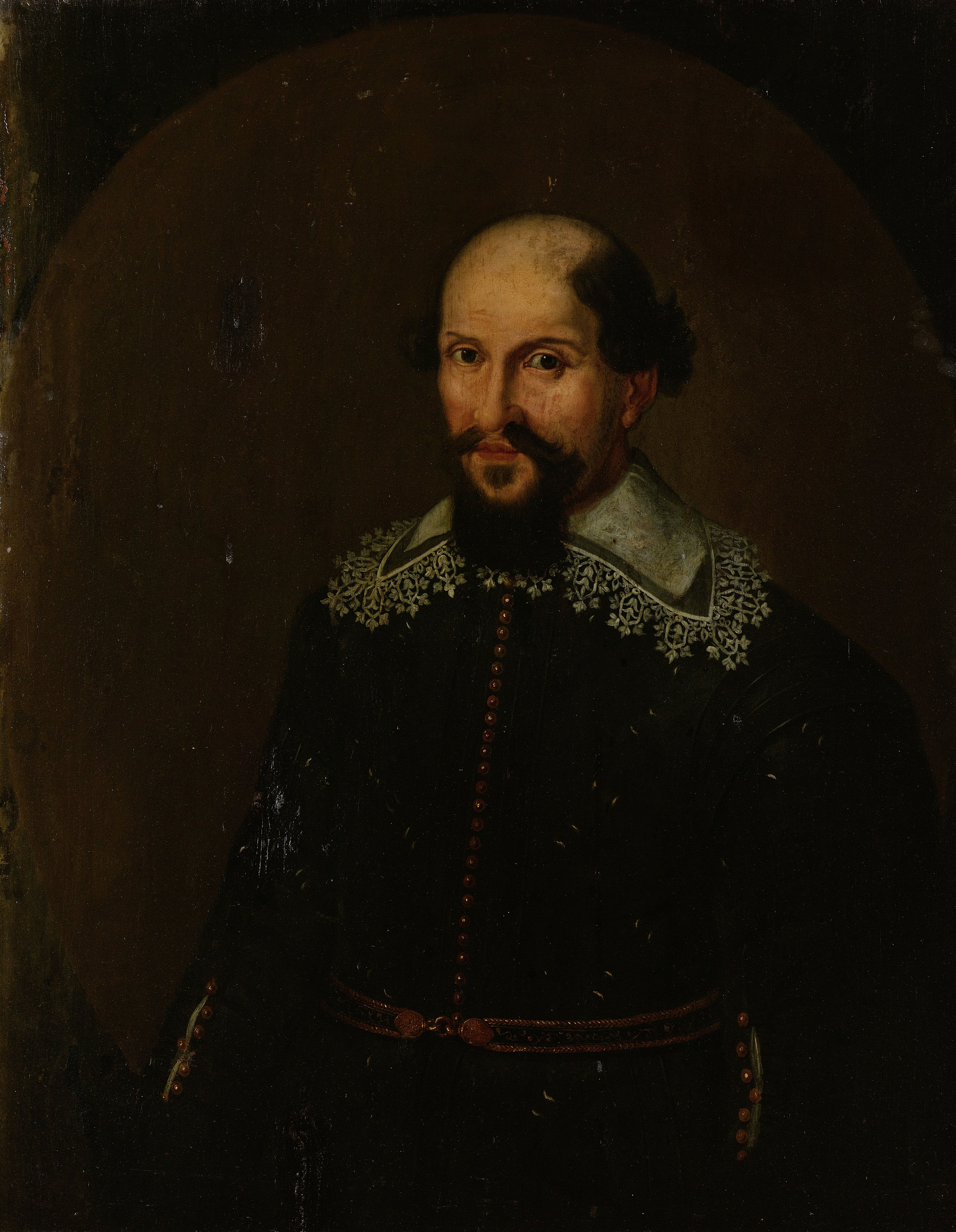
Жак Спекс — перший відомий власник картини

Ставши досить відомим та отримавши багато замовлень, Рембрандт облишив роботу в своїй Лейденській майстерні та в 1631 році перебрався до Амстердама. Картина «Викрадення Європи» була написана саме в цьому місті в період, так би мовити, злету його кар'єри. Після того, як в 1634 році він узяв шлюб із Саскією ван Ейленбюрх, дочкою бургомістра міста Леувардена, художник отримав доступ до широкого кола заможних замовників.
Залишаються нез'ясованими передумови створення картини: власне бажання художника чи робота на замовлення. Першим офіційно задокументованим власником став голландський торговець з Японією та Кореєю, тимчасовий губернатор індонезійської Батавії— Жак Спекс. Він повернувся до Амстердама з данської колонії 20 грудня 1633 року і тому не може вважатись замовником, адже придбав картину в 1652 році, майже через двадцять років після написання. Наступним власником стала шляхетна француженка та коханка Віктора-Амадея II — Жанна Батиста д’Альбер де Люїнь. Вона володіла картиною лише рік з 1736 і до смерті в 1737 році. 27 березня 1737 року картина була виставлена на аукціоні під номером 87, де її придбали за 86 ліврів. Наступним власником, ймовірно, став 5-й герцог де Люїнь, пер Франції, титулярний князь Невшатель та Валанжен, воєначальник — Марі-Шарль-Луї д'Альбер де Люїнь. Саме він заповів у спадок цю картину своєму синові французькому політикові часів Французької революції, Першої республіки та Першої імперії, депутатові Національних установчих зборів та членові Консервативного сенату — Луї-Жозефу-Шарлю-Амбалю д'Альбер де Люїню. Він володів картиною до 21 листопада 1793 року, коли вона знову була виставлена на аукціоні під номером 18. Наступні власники «Викрадення Європи» залишаються невідомими протягом 68 років. Лише в 1861 році з'являються відомості про те, що вона стала власністю французького політика та фінансиста — Шарль Огюст Жозеф Луї де Морні. У нього робота Рембрандта перебувала впродовж чотирьох років і була продана 31 травня 1865 року за 9100 франків. Новим власником став французький промисловець Андре Сей (фр. André Say), який і володів нею до 1871 року. Він заповів картину своїй дочці Марії Шарлотті Сей. Вона була власницею до серпня 1910 року, коли продала її артдилерській компанії «Thomas Agnew & Sons». Надалі вже ця компанія знайшла нового власника для «Викрадення Європи». У березні 1911 року ним став німецький підприємець, банкір та філантроп — Леопольд Коппель, який придбав картину за 19 тисяч фунтів стерлінгів. За його заповітом робота Рембрандта у 1933 році перейшла до його дочки Ельзи Коппель-Кльоц (нім. Else Koppel Klotz). У тому ж році новим власником став її син Леопольд Гуґо Пауль Клоц (нім. Leopold Hugo Paul Klotz). Обставина, як саме картина стала власністю Леопольда, залишається невідомою: був це подарунок чи заповіт матері? Картина перебувала у володінні Леопольда до самої його смерті у 1993 році. Розпорядником майна Кльоца вона була продана у 1995 році музею Ґетті через компанію Deborah Gage Works of Art Ltd.

## Опис

### Сюжет
Сюжет картини з ключовим моментом викрадення Європи Рембрандт взяв із давньогрецької міфології (Іліада, XIV, 321). У царя фінікійського міста Сідона Агенора було троє синів і дочка Європа. Одного разу їй приснився сон, у якому вона побачила, як Асія і той материк, що відділений від Азії морем, в образі двох жінок боролися за неї. Кожна жінка хотіла володіти Європою. Внаслідок сутички Асія була переможена і змушена поступитися Європою. Дівчина прокинулася і, налякана через неможливість тлумачення цього сну, звернулася за допомогою до батька, аби той вблагав богів заступитися за неї. Потім, одягнувшись у пурпурний одяг, затканий золотом, вона пішла зі своїми подругами на вкриті квітами зелені луки до берега моря. Там, граючись, дівчата збирали різноманітні квіти, а Європа лише червоні троянди. Згодом її побачив Зевс та вирішив викрасти. Щоб не злякати дівчину своєю появою, він перетворився на чудесного бика. Уся шерсть тварини виблискувала як золото, на лобі світилася, немов сяйво місяця, срібна пляма, золоті роги були вигнуті, неначе місяць-молодик. Бик з'явився на галявині й дівчата оточили тварину, щоб бавитися з нею. Однак він підійшов до Європи й лише їй почав лизати руки та всіляко лащитися. Потім тварина лягла біля її ніг, ніби запрошуючи сісти на нього. Європа сіла та запросила інших дівчат приєднатися до неї, однак після того, як вона опинилася на спині тварини, бик скочив і швидко помчав до моря. Дівчата у розпачі розводили руками, а Європа простягала до них руки і кликала їх на допомогу. У викраденні Зевсу допомагав бог моря Посейдон, що плив попереду на своїй колісниці та тризубом приборкував хвилі перед биком. Незабаром вони дісталися острова Криту, де Зевс узяв її за дружину. Від цього зв'язку народилися троє синів: Мінос, Радамант і Сарпедон.

### Виконання
Як і багато інших робіт художника, ця картина була виконана в стилі бароко. І за словами дослідників творчості Рембрандта «Викрадення Європи» є гарним прикладом роботи в стилі бароко під час періоду так званого Золотого віку в Нідерландах.

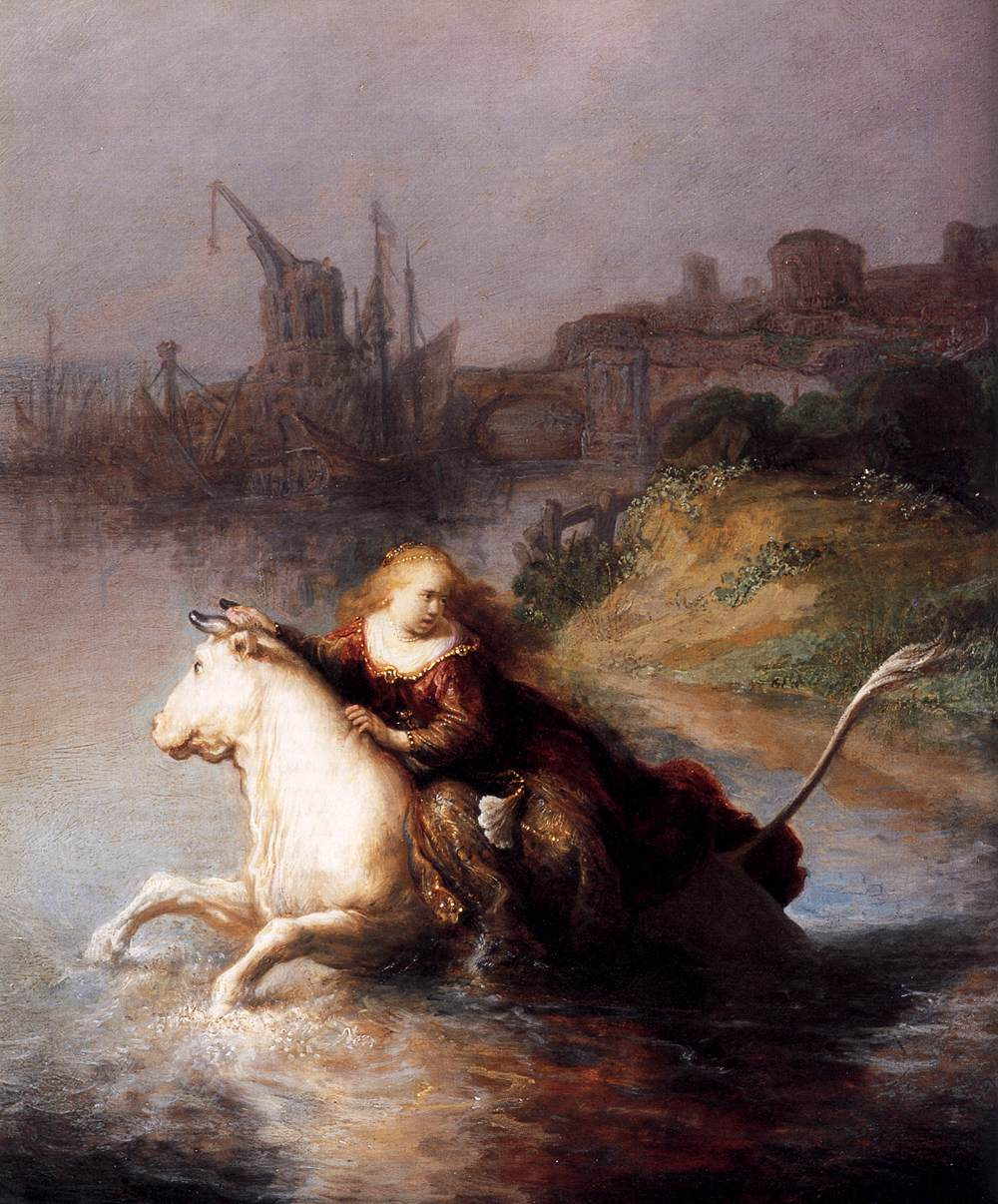
Європа викрадена Зевсом у подобі бика (фрагмент картини)

Картина виконана у притаманних художникові переважно зелених, коричневих та золотавих відтінках. Жінок на березі, що супроводжували Європу, він навмисно виділив за допомогою більшого освітлення силуетів, які, у свою чергу, поглинає темрява, що поширюється від дерев, розташованих у правій частині картини. У «Викраденні Європи» ван Рейн тонко передав емоції, які відчувають усі учасники події. На високому рівні та досить реалістично передані здивування і страх, риси обличчя підкреслені динамічним тлом.
У характерному для своєї манери стилі він побудував композицію, що складається з двох частин: Європа, викрадена Зевсом у подобі бика та люди на березі, що стали свідками цієї події. У світлих відтінках виконано небо і, наскільки це можливо розгледіти дослідникам під товстим шаром лаку, стан загалом дуже хороший. Художник застосував техніку штучного кракелюру при передачі білого кольору в силуеті бика та на плащі жінки, що сидить на березі. Декілька тріщин світло-блакитної фарби присутні на зображенні поверхні води нижче хвоста бика та у відображенні у воді білого одягу жінки, що сидить. Разом з тим, дослідники схиляються до думки, що тріщини могли з'явитися через те, що лак був нанесений поверх ще не висохлої фарби.
Загалом картині притаманні широкі відмінності в поводженні з фарбою: хмари та небо намальовані фарбою різної непрозорості, дерева і рослини показані товстішими мазками та короткими штрихами, що чергуються з довшими. Шар фарби досить товстий та непрозорий. Дерева в нижньому правому куті виконані в дуже темному сіро-коричневому кольорі з коричнево-зеленим відтінком. Листя передане як зелено-коричневим, так і світлозеленим кольором. Жінки на березі зображені та розташовані в композиції так, аби слугувати свого роду переходом від освітлених ділянок до темніших. Цього ефекту було досягнуто завдяки використанню напівтонів з малим акцентом на синій та світло-коричневу вохру. Світлою фарбою на коричневому камені знизу справа від жінки, що стоїть, виконаний підпис художника — «RHL. van Rÿn.1632». Дослідники одностайні у впевненості щодо автентичності підпису Рембрандта та відсутності потреби у додаткових експертизах.

### Вплив інших художників
Фламандські художники XV століття як, наприклад, Ян ван Ейк, започаткували натуралістичний живопис не під впливом італійських художників, а паралельно з ними. Знайомство з традиціями та стилем італійської школи живопису йшло через торговельні шляхи між Брюгге та італійськими містами. Водночас, більшість мистецьких впливів йшла з півночі на південь, а не у зворотному напрямку. Фламандські та голландські художники виробили власний стиль, який блискуче реалізовувався в картинах як на релігійну тематику, так і на побутову. Таким чином, їм не потрібно було удавати, що вони наслідують італійців. У той самий час слід зазначити, що свої картини Рембрандт писав під впливом не тільки італійських художників, а й голландський колег, таких як Пітер Пауль Рубенс.
Достовірним є той факт, що Рембрандт, на відміну від багатьох своїх колег, ніколи не відвідував Італію. Завдяки тому, що у XVII столітті Амстердам був одним з важливих мистецьких центрів, ван Рейн міг вивчати італійський стиль через привезені картини та від інших художників. Дослідники та історики мистецтв наголошують, що існує певна схожість стилів у роботах «пізнього Рембрандта», що дає змогу робити припущення про наслідування голландцем таких італійців, як Тіціан, Тінторетто та Веронезе. Ця думка належить Девіду Росанду (англ. David Rosand), професору історії мистецтв Колумбійського університету.
Історик та дослідниця Емі Голані у своїй дисертації «Rembrandt's Paintings and the Venetian Tradition» стверджує, що творчість Тіціана мала вплив на стиль Рембрандта, оскільки в його майстерні знаходилися роботи італійського художника. І хоча деякі спільні риси в картинах обох майстрів простежуються, роботу Рембрандта слід розглядати як власне самобутню, а не наслідування. Ван Рейн перевершив винахідливість Тіціана та іспанського митця Веласкеса своїм прогресивним поводженням із фарбою, зробивши його таким же впізнаваним предметом у композиції картин, як і його стиль передачі фігур. Варіації штриху пензлем між делікатними та грубими мазками або маніпулювання текстурами шляхом нанесення подряпин — все це значною мірою говорить про принципово новий стиль, який мав вплив на наступні покоління художників.

## Відгуки
Американець голландського походження, письменник, історик, професор Інституту образотворчих мистецтв Нью-Йоркського університету, дослідник творчості Рембрандта Егберт Гаверкамп-Бегеманн зазначив, що ця картина є чудовою роботою. Вона абсолютно і безумовно належить пензлю художника і, водночас, перебуває у прекрасному стані. Позитивно він охарактеризував придбання картини музеєм Ґетті, оскільки «Викрадення Європи» має як історичне значення, так і грошову цінність.
За словами доктора історичних наук, професора Колумбійського університету Шепарда Банкрофта Клафа (англ. Shepard Bancroft Clough) «Викрадення Європи» є «яскравим прикладом роботи в стилі бароко Золотого віку».